# Ternana Calcio
Ternana Calcio este un club de fotbal din Terni, Italia, care evoluează în Serie B.